# Smile39
smile39（スマイル）は、2008年7月21日にデビューした日本のアコースティックデュオ。
関西出身。2009年4月より表記名をsmileより39を付けsmile39（スマイル）に変更する。

## 概要・来歴
デビュー後は朝日放送「ビーバップ!ハイヒール」のエンディングや、全国ネットのラジオドラマの主題歌などに選ばれた。韓国俳優、キム・ジェウォンやABCラジオのパーソナリティーの妹尾和夫に楽曲提供を行っている。

## メンバー
池口郁哉（いけぐち ゆうや）
ボーカル担当。
小嶋勇人（こじま はやと）
ギター、ボーカル担当。

## 作品

### シングル
1. I miss you （2008年7月21日）
2. 素敵な口実 （2009年6月24日）